# Didier Munduteguy
 (décembre 2023).
Si vous disposez d'ouvrages ou d'articles de référence ou si vous connaissez des sites web de qualité traitant du thème abordé ici, merci de compléter l'article en donnant les références utiles à sa vérifiabilité et en les liant à la section « Notes et références ».
Didier Munduteguy est un navigateur français né le 19 mai 1953 à Bayonne au Pays basque.

## Palmarès
- Twostar
  - 1990 : 2e

- Vendée Globe
  - 1996-1997 : abandon pour démâtage
  - 2000-2001 : 14e

- Route du Rhum
  - 1982: abandon